# Letuchy
Letuchy (Dermoptera) jsou řád stromových plachtících savců z jihovýchodní Asie. Řád letuchy zahrnuje jedinou čeleď letuchovitých (Cynocephalidae) a pouze dva recentní druhy. Dříve se letuchám říkalo také letušky nebo kolugové.
Letuchy jsou savci velcí jako velká veverka, s relativně malou hlavou s velkýma, dopředu namířenýma očima. Nepřehlédnutelným znakem letuch je osrstěná kožní blána (patagium), která lemuje celé tělo letuch. Začíná na krku a končí na špičce ocasu, upíná se na všechny končetiny až po prsty. Letuchy mají kožní lem dokonce i mezi prsty.
Při skoku ze stromu letucha roztáhne končetiny, tím napne kožní blánu a plachtí. Letuchy jsou schopné přeplachtit vzdálenost i 130 m se ztrátou výšky pouhých 10 m. Během letu dovedou dokonale manévrovat. Letuchy jsou nejlepší plachtaři ze všech savců, ale nedokážou skutečně létat, na rozdíl od letounů.
Letuchy nemají palec postavený proti ostatním prstům. Po stromech šplhají díky ostrým drápkům.
Jsou to býložravci, živí se listy, pupeny i ovocem.
Letuchy jsou plachá, noční zvířata, obývající pralesy jihovýchodní Asie. Oba druhy jsou ohrožovány ničením jejich přirozeného prostředí, člověk je také loví pro maso a kožešinu. Jejich přirozeným nepřítelem je kriticky ohrožený orel opičí (Pithecophaga jefferyi), podle některých studií tvoří letuchy až 90 % kořisti orla.

## Rozmnožování
Letuchy jsou placentálové, ale velmi malá a nevyvinutá mláďata se rodí už po 60 dnech březosti, podobně jako u vačnatců. Prvních 6 měsíců života žijí na matčině břiše. Ta je přenáší a chrání v jakémsi vaku, který vytvoří stočením ocasu a létací blány. Mláďata rostou velmi pomalu, teprve ve dvou nebo třech letech dorostou do plné velikosti.

## Systém letuch
Z recentních řádů jsou letuchy příbuzné tanám a primátům. Původně morfologické studie naznačovaly, že by mohly být příbuzné i kaloňům, genetické studie však toto vyvracejí.
- řád letuchy (Dermoptera)
  - čeleď letuchovití (Cynocephalidae)
    - rod Cynocephalus
      - letucha filipínská (Cynocephalus volans)

    - rod Galeopterus
      - letucha malajská (Galeopterus variegatus)

    - † rod Dermotherium
      - † Dermotherium major
      - † Dermotherium chimaera